# Dyrosauridae

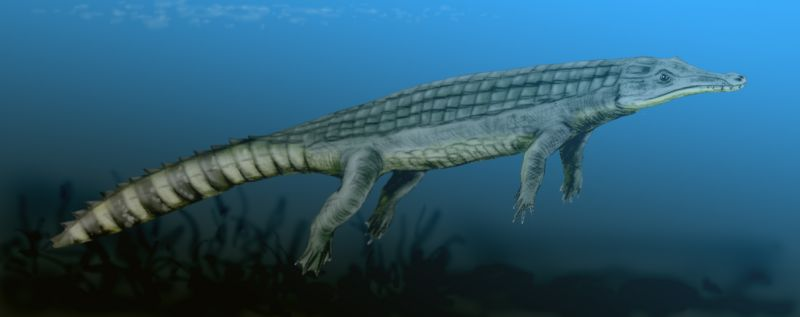
Chenanisuchus

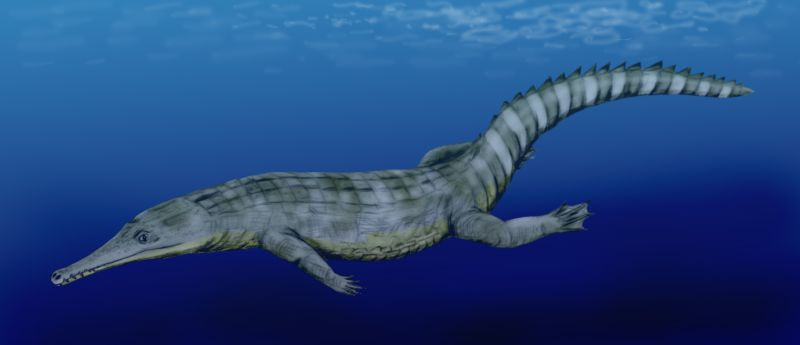
Guarinisuchus

Dyrosauridae – rodzina krokodylomorfów z grupy Neosuchia. Długo były uznawane za zwierzęta wyłącznie afrykańskie, jednak późniejsze odkrycia dowiodły, że Dyrosauridae występowały na niemal wszystkich kontynentach. Była to jedna z nielicznych grup kręgowców, które przetrwały wymieranie kredowe. Dyrosauridae pojawiły się w mastrychcie i dotrwały do eocenu. Według definicji filogenetycznej przedstawionej przez Barbosę i współpracowników w 2008 roku nazwa Dyrosauridae odnosi się do kladu obejmującego ostatniego wspólnego przodka Chenanisuchus i Rhabdognathus i wszystkich jego potomków.
Dyrozaury osiągały zróżnicowane rozmiary – przedstawiciele najmniejszych rodzajów, jak Cerrejonisuchus, dorastali do 1,22–2,22 m długości, podczas gdy Phosphatosaurus mógł mierzyć nawet 8 m. Długość ponad 7,5 m osiągały prawdopodobnie również Arambourgisuchus, Dyrosaurus i Atlantosuchus. Dyrozaury z grupy Hyposaurinae poruszały się podobnie do gawiala, były jednak lepszymi pływakami od współczesnych krokodyli: mogły pływać szybciej i szybciej przyspieszać, były bardziej wytrzymałe i zwrotne, co wynikało z większej ruchomości ogona u jego podstawy.
Przeprowadzona przez Barbosę i współpracowników (2008) analiza filogenetyczna sugeruje, że najbliższymi krewnymi południowoamerykańskiego Guarinisuchus są paleoceńskie formy afrykańskie – Arambourgisuchus i Rhabdognathus. Może to wskazywać, że Dyrosauridae wyewoluowały w Afryce i jeszcze przed końcem kredy przekroczyły Ocean Atlantycki w kierunku zachodnim, docierając do terenów obecnego stanu Pernambuco w Brazylii, gdzie odległość pomiędzy Afryką a Ameryką Południową była i jest najmniejsza, a następnie zasiedlając Amerykę Północną i inne obszary Ameryki Południowej. Możliwa jest również druga ewentualność, według której Dyrosauridae z północnej Afryki przedostały się do zachodniej, z której dotarły do terenów dzisiejszego stanu Pernambuco przecinając Atlantyk w kierunku południowym. Hipotezy te nie muszą się wykluczać, jednak weryfikacja drugiej spośród nich wymaga więcej informacji na temat zachodnioafrykańskich Dyrosauridae.
Na obszarze basenu Paraíba na północnym wschodzie Ameryki Południowej Dyrosauridae były stosunkowo rzadkie w mastrychcie, znacząco jednak zróżnicowały się w paleocenie. Jaszczurki z grupy mozazaurów, będące dominującymi morskimi drapieżnikami w późnej kredzie, po wielkim wymieraniu kredowym zostały zastąpione przez Dyrosauridae oraz duże rekiny. Niektóre duże rekiny występujące w mastrychcie na terenie basenu Paraíba wyginęły na przełomie kredy i paleogenu, jednak dwa rodzaje niewielkich rekinów z rodziny lamnowatych przetrwały wymieranie i występowały równolegle z Guarinisuchus. Nie jest pewne, czy zastąpienie mozazaurów przez Dyrosauridae na przełomie kredy i paleogenu było zjawiskiem lokalnym czy też miało charakter globalny.
Kladogram Dyrosauridae według Barbosy i współpracowników (2008)
|  | Phosphatosaurus |
|  |                 |
|  | Sokotosuchus    |
|  |                 |

|  | Hyposaurus |
|  |            |

|  | Phosphatosaurus |
|  |                 |
|  | Sokotosuchus    |
|  |                 |

|  | Hyposaurus |
|  |            |

|  | Phosphatosaurus |
|  |                 |
|  | Sokotosuchus    |
|  |                 |

|  | Hyposaurus |
|  |            |

|  | Phosphatosaurus |
|  |                 |
|  | Sokotosuchus    |
|  |                 |

|  | Hyposaurus |
|  |            |